# 4 (Johan)
4 (uit te spreken als Four) is het vierde album van de Nederlandse band Johan. In tegenstelling tot de eerdere drie albums, die allen met een tussenliggende periode van vijf jaar werden uitgebracht, verschijnt dit album drie jaar na THX JHN.
Opvallend toeval is het teruglopend aantal nummers per album. Het eerste album had dertien nummers, het tweede twaalf, het derde elf en het vierde nu dus tien.
De eerste single van dit album is In The Park en is op maandag 6 april voor het eerst gedraaid in het 3FM programma MetMichiel.

## Tracklist
1. In The Park
2. Something About You
3. Maria
4. Comes A Time
5. The Receiving End
6. Together Now
7. World Game # 10
8. Alone Again
9. Over
10. Why Don't We

## Hitnotering
| "4" in de Nederlandse Album Top 100 - binnen: 09-05-2009 | "4" in de Nederlandse Album Top 100 - binnen: 09-05-2009 | "4" in de Nederlandse Album Top 100 - binnen: 09-05-2009 | "4" in de Nederlandse Album Top 100 - binnen: 09-05-2009 | "4" in de Nederlandse Album Top 100 - binnen: 09-05-2009 | "4" in de Nederlandse Album Top 100 - binnen: 09-05-2009 | "4" in de Nederlandse Album Top 100 - binnen: 09-05-2009 | "4" in de Nederlandse Album Top 100 - binnen: 09-05-2009 | "4" in de Nederlandse Album Top 100 - binnen: 09-05-2009 | "4" in de Nederlandse Album Top 100 - binnen: 09-05-2009 | "4" in de Nederlandse Album Top 100 - binnen: 09-05-2009 |
| Week                                                     | 01                                                       | 02                                                       | 03                                                       | 04                                                       | 05                                                       | 06                                                       | 07                                                       | 08                                                       | 09                                                       |                                                          |
| -------------------------------------------------------- | -------------------------------------------------------- | -------------------------------------------------------- | -------------------------------------------------------- | -------------------------------------------------------- | -------------------------------------------------------- | -------------------------------------------------------- | -------------------------------------------------------- | -------------------------------------------------------- | -------------------------------------------------------- | -------------------------------------------------------- |
| Nummer                                                   | 11                                                       | 20                                                       | 28                                                       | 31                                                       | 41                                                       | 78                                                       | 63                                                       | 97                                                       | 95                                                       | uit                                                      |